# Feichtauhütte
Die Feichtauhütte ist eine Schutzhütte der Sektion Molln-Steyrtal des Österreichischen Alpenvereins in den Oberösterreichischen Voralpen. Sie befindet sich auf der Feichtaualm nördlich des Sengsengebirges. Die Hütte wurde im 18. Jahrhundert von der Herrschaft Steyr als Jagd- und Holzknechthütte erbaut. Ab 1921 wurde die Hütte von der Sektion Steyr gepachtet und in den Jahren 1935 und 1936 generalsaniert. 2020 wurde die Feichtauhütte an die Sektion Molln-Steyrtal übergeben und von dieser weiterhin als Selbstversorgerhütte bewirtschaftet.

## Zugänge
- von Osten: Bodinggraben (804 m) Gehzeit: 03:30
- von Westen: Hopfing (730 m) Gehzeit: 02:45
- von Norden: Welchau (730 m) Gehzeit: 03:30

## Tourenmöglichkeiten

### Übergänge zu Nachbarhütten
- Anton-Schosser-Hütte über Mösern, Innere Breitenau und Welchau, Gehzeit: 8 Stunden

### Gipfelbesteigungen
- Hoher Nock (1963 m), Gehzeit: 02:00